# Davor Jozić
Davor Jozić (n. Konjic, Yugoslavia, 22 de septiembre de 1960) es un exfutbolista yugoslavo nacionalizado bosnio, que jugaba de defensa y militó en diversos clubes de Bosnia y Herzegovina, Italia y México.

## Selección nacional
Con la Selección de fútbol de Yugoslavia, disputó 22 partidos internacionales y anotó solo 2 goles. Incluso participó con la selección yugoslava, en una sola edición de la Copa Mundial. La única participación de Jozić en un mundial, fue en la edición de Italia 1990. donde anotó 2 goles (curiosamente, sus 2 goles con esa selección) y los marcó en la derrota por 5-1 ante Alemania en Milán y en el triunfo por 1-0 ante Colombia en Bologna. Posteriormente, su selección quedó eliminado en los cuartos de final, tras perder ante la Argentina de Diego Armando Maradona, Claudio Caniggia y Sergio Goycochea en Florencia, por la vía de los lanzamientos penales.

### Participaciones en Copas del Mundo
| Mundial                        | Sede   | Resultado        |
| ------------------------------ | ------ | ---------------- |
| Copa Mundial de Fútbol de 1990 | Italia | Cuartos de final |

## Clubes
| Club        | País       | Año         |
| ----------- | ---------- | ----------- |
| FK Sarajevo | Yugoslavia | 1979 - 1987 |
| Cesena      | Italia     | 1987 - 1993 |
| América     | México     | 1993 - 1994 |
| Spezia      | Italia     | 1995 - 1996 |